# Caspari-Zeche

Noch erhaltener Stollen der Casparizeche

Die Caspari-Zeche war eine Erzgrube in Uentrop bei Arnsberg in Nordrhein-Westfalen. Gefördert wurde überwiegend Antimonerz. Damit war sie eine der wenigen wirtschaftlich ausgebeuteten Lagerstätten dieses Metalles in Deutschland.

## Geschichte und Entwicklung
| Jahr | Förderung in Zentner |
| ---- | -------------------- |
| 1842 | 309                  |
| 1846 | 63                   |
| 1861 | 447                  |
| 1862 | 1556                 |
| 1863 | 2120                 |
| 1864 | 1980                 |
| 1865 | 2041                 |
| 1866 | 1593                 |
| 1867 | 885                  |
| 1871 | 164                  |
| 1877 | 433                  |
| 1879 | 555                  |
| 1880 | 1086                 |

Pingen, Einschnitte und Abraumhalden deuten darauf hin, dass es schon früh recht intensiven Bergbau an dieser Stelle gab. Der Untertagebau erfolgte am Silberberg und im Silbersiepen. Erste Berichte über die Zeche liegen aus dem Jahr 1727 vor. Im Jahr 1732 schrieb der aus Braunschweig stammende Bergbauexperte Brückmann (1697–1753) in seiner Beschreibung der Bergschätze aller vier Erdteile: „Arnsberg, ein Flecken, hat Kupffer- und Atimonien_ertz auch viel Eisenstein, darin man gediegen Gold findet.“ Damals war die Anlage in Betrieb, verfiel aber in den folgenden Jahren. Erst zwischen 1786 und 1788 wurde der Betrieb wieder aufgenommen. Das Unternehmen wurde in Form einer Gewerkschaft geführt. Die Gewerken zielten ursprünglich auf die Gewinnung von Bleiglanz ab. Als der Mineraloge und Bergbauexperte Anton Wilhelm Stephan Arndts erkannte, dass sich der Abbau nicht lohnte, wurde die Zeche erneut geschlossen. Arndts veröffentlichte 1834 eine Abhandlung über die Zeche. Neben der geologischen Analyse berichtete er, dass zu Beginn des 19. Jahrhunderts zweimal versucht wurde, die Zeche wieder in Betrieb zu nehmen, diese Versuche aber bald scheiterten.
Im Jahr 1825 begann ein geregelter Abbau. Der eigentliche Initiator war Johann Caspar Rumpe aus Altena. Dieser war dort Bürgermeister und Unternehmer in der Metallfabrikation. Die Caspari-Zeche sollte das für die Produktion notwendige Antimon liefern. Der Name der Zeche geht auf den zweiten Vornamen Rumpes zurück. Neben dem Abbau von Antimon sollte auch Marmor gewonnen werden. Die Vorkommen erwiesen sich aber als nicht ergiebig genug. Bis 1858 wurde die Grenze des 1824/24 verliehenen Bergbaufeldes Zeche Caspari I erreicht. Ein Anschlussfeld Caspari-Zeche II wurde 1861 verliehen. Später wurde das Feld noch einmal erweitert. Die beiden Felder I und II wurden 1881 konsolidiert (also vereinigt). Zu dieser Zeit umfasste das Gebiet eine Fläche von 4.300.000 m².
Insgesamt wurden während des Bestehens im 19. Jahrhundert zwölf Stollen angelegt. Diese waren 1,80 m hoch und zwischen 60 cm (oben) und 91 cm (unten) breit. Besonders ertragreich waren der Glückaufstollen und der älteste Stollen (Caspari-Stollen). Dieser hatte eine Länge von 190 m. Bis 1874 wurden die geförderten Erze nach Altena transportiert. Erst danach wurde ein Schmelzbetrieb in Uentrop eingerichtet. Die Fördermenge war sehr unterschiedlich. Der Höhepunkt lag in den 1860er Jahren. In den 1880er Jahren setzte der Niedergang ein, ehe die Zeche 1892 wegen Unrentabilität und der Erschöpfung der Erzlager geschlossen wurde.
Einige alte Stollen sind heute noch zu finden. So wurden nach dem Hochwasser im August 2007 ein verschütteter Stolleneingang freigespült und alte Stützbalken zum Teil sichtbar. Das aus dem Stollen fließende Wasser speist den Bach Mühlmecke.
Ein weiterer Stollen ist noch gut erhalten, jedoch nicht zugänglich und steht unter Wasser. Er wurde ohne weitere Querschläge vorgetrieben und endet nach etwa 100 Metern.

## Mineralfunde
Für die Caspari-Zeche sind bisher Funde von über 40 anerkannten Mineralarten aus verschiedenen Mineralklassen dokumentiert (Stand 2025). Namentlich sind dies
- Sulfide und Sulfosalze: Berthierit, Bismuthinit, Boulangerit, Bournonit, Calcit, Cerussit, Chalkopyrit, Chalkostibit, Galenit, Garavellit, Jamesonit, Kermesit, Metastibnit, Plagionit, Pyrit, Semseyit, Sphalerit, Stibnit, Zinkenit
- Halogenide: Fluorit
- Oxide und Hydroxide: Cervantit, Claudetit, Goethit, Lepidokrokit, Quarz, Oxyplumboroméit, Senarmontit, Stibiconit, Valentinit
- Carbonate und Verwandte: Aragonit, Dolomit, Malachit, Rosasit, Siderit
- Sulfate und Verwandte: Ammoniojarosit, Anglesit, Baryt, Gips, Halotrichit, Hydroniumjarosit, Szomolnokit
- Phosphate und Verwandte: Hidalgoit, Mimetesit, Pyromorphit, Vivianit
- Silikate und Germanate: Larsenit

Für den zu den Sulfosalzen gehörenden Heteromorphit gilt die Zeche zudem als Typlokalität.

## Liste der Stollen
- Glückaufstollen
- Caspari-Stollen (190 m lang)
- Wilhelm-Stollen
- Friedrich-Stollen
- Maria-Stollen (1877 begonnen)
- Daniel-Stollen (heute Wassergewinnung)
- Revisor-Stollen
- Mariahülf-Stollen
- Julius-Stollen
- Teichstollen
- Nördlicher-Schurfstollen
- Mittlerer-Schurfstollen
- Neuer-Schurfstollen
- Südlicher Schurfstollen[4]